# Huy Hạ
Huy Hạ là một xã thuộc huyện Phù Yên, tỉnh Sơn La, Việt Nam.
Xã Huy Hạ có diện tích 23.64 km², dân số năm 1999 là 5.188 người, mật độ dân số đạt 219 người/km².